# Rugrats mozi – Fecsegő tipegők
A Rugrats mozi – Fecsegő tipegők (eredeti cím: The Rugrats Movie) 1998-ban bemutatott egész estés amerikai rajzfilm, amely a Fecsegő tipegők című televíziós rajzfilmsorozat első filmje. A forgatókönyvet David N. Weiss írta, a rajzfilmet Norton Virgien rendezte, a zenéjét Mark Mothersbaugh szerezte, a producerei Csupó Gábor és Arlene Klasky volt. A Nickelodeon Movies és a Klasky-Csupo készítette, a Paramount Pictures forgalmazta.
Amerikában 1998. november 20-án, Magyarországon 1999. április 22-én mutatták be a mozikban.

## Szereplők
| Szereplő                  | Eredeti hang        | Magyar hang       |
| ------------------------- | ------------------- | ----------------- |
| Tommy Pickles             | Elizabeth Daily     | Csere Ágnes       |
| Angelica Pickles          | Cheryl Chase        | Kiss Erika        |
| Chuckie Finster           | Christine Cavanaugh | Görög László      |
| Phillip DeVille           | Kath Soucie         | Szokol Péter      |
| Lillian DeVille           | Kath Soucie         | Detre Annamária   |
| Betty DeVille             | Kath Soucie         | Zsolnai Júlia     |
| Dil Pickles               | Tara Strong         | Somlai Edina      |
| Stu Pickles               | Jack Riley          | Harsányi Gábor    |
| Hüllő kocsi               | Busta Rhymes        | Harsányi Gábor    |
| Didi Pickles              | Melanie Chartoff    | Zsurzs Kati       |
| Minka Kropotkin nagymama  | Melanie Chartoff    | Czigány Judit     |
| Lou Pickles nagypapa      | Joe Alaskey         | Makay Sándor      |
| Drew Pickles              | Michael Bell        | Kassai Károly     |
| Boris Kropotkin nagypapa  | Michael Bell        | Dobránszky Zoltán |
| Chaz Finster              | Michael Bell        | F. Nagy Zoltán    |
| Charlotte Pickles         | Tress MacNeille     | Tóth Judit        |
| Frank vadőr               | David Spade         | Mikó István       |
| Margaret vadőr            | Whoopi Goldberg     | Kocsis Mariann    |
| Rex Pester                | Tim Curry           | Bezerédi Zoltán   |
| Howard DeVille            | Phil Proctor        | ?                 |
| Igor                      | Phil Proctor        | Cs. Németh Lajos  |
| Susie Carmichael          | Cree Summer         | ?                 |
| Lucy Carmichael           | Hattie Winston      | ?                 |
| Miriam néni               | Andrean Martin      | Oláh Orsolya      |
| Dr. Lipschitz             | Tony Jay            | Gruber Hugó       |
| Serge                     | Abraham Benrubi     | Csuja Imre        |
| Cirkuszi TV-bemondó       | Gregg Berger        | Vizy György       |
| Nővér                     | Edie McClurg        | ?                 |
| Repülőtér legénység tagja | Roger Clinton       | Rudas István      |
| Klavin hadnagy            | Margaret Cho        | ?                 |
| Csomagküldő sofőr         | Charles Adler       | Halmágyi Sándor   |